# Klementyna Hoffmanowa
Klementyna Hoffmanowa, née Klementyna Tańska (Varsovia, 23 de noviembre de 1798-Passy, cerca de París, 21 de septiembre de 1845) fue una escritora, traductora y activista polaca.

## Biografía
La recordamos sobre todo por sus obras infantiles, además de por su actividad docente y pedagógica.
Provenía de una familia noble polaca y era la tercera hija del autor Ignacy Tański y su esposa Maryanna Czempińska. Cuando era pequeña, vivió separada de sus padres con otros parientes recibiendo una educación esmerada. Regresó a vivir con su madre a los doce años al fallecer su padre el 15 de agosto de 1805.
En 1829 se casó con el abogado y escritor Karol Boromeusz Hoffmann.
Tras fracasar el Levantamiento de Noviembre, se refugió con su marido en París, donde formó parte de la vida cultural y ayudó a sus compatriotas exiliados.
Falleció de cáncer de seno a los 46 años y sus restos descansan en el Cementerio del Père Lachaise.

## Publicaciones
- 1819 : Pamiątka po dobrej Matce przez dobrą Polkę
- 1823 : Wiązanie Helenki
- 1824 : Listy Elżbiety Rzeczyckiej do przyjaciółki Urszuli za panowania Augusta III pisane
- 1825 : Druga książeczka Helenki
- 1830 : Powieści z Pisma świętego
- 1832 : Rozrywki dla Dzieci
- 1833 : Wybór pism
- 1833 : Biografie znakomitych Polaków i Polek
- 1839 : Karolina
- 1841 : Krystyna
- 1845 : Jan Kochanowski w Czarnolesie
- 1845 : Dziennik Franciszki Krasińskiej w ostatnich latach panowania Augusta III pisany
- 1849 : Pisma pośmiertne
- 1849 : O powinnościach kobiet
- 1851 : Pismo święte wybrane z ksiąg Starego i Nowego Zakonu objaśnione uwagami pobożnych uczonych i ofiarowane matkom i dzieciom przez Autorkę Pamiątki po dobrej matce
- 1857–1859 : Pisma
- 1876 : Dzieła
- 1898 : Wybór Dzieł